# Evil Angel

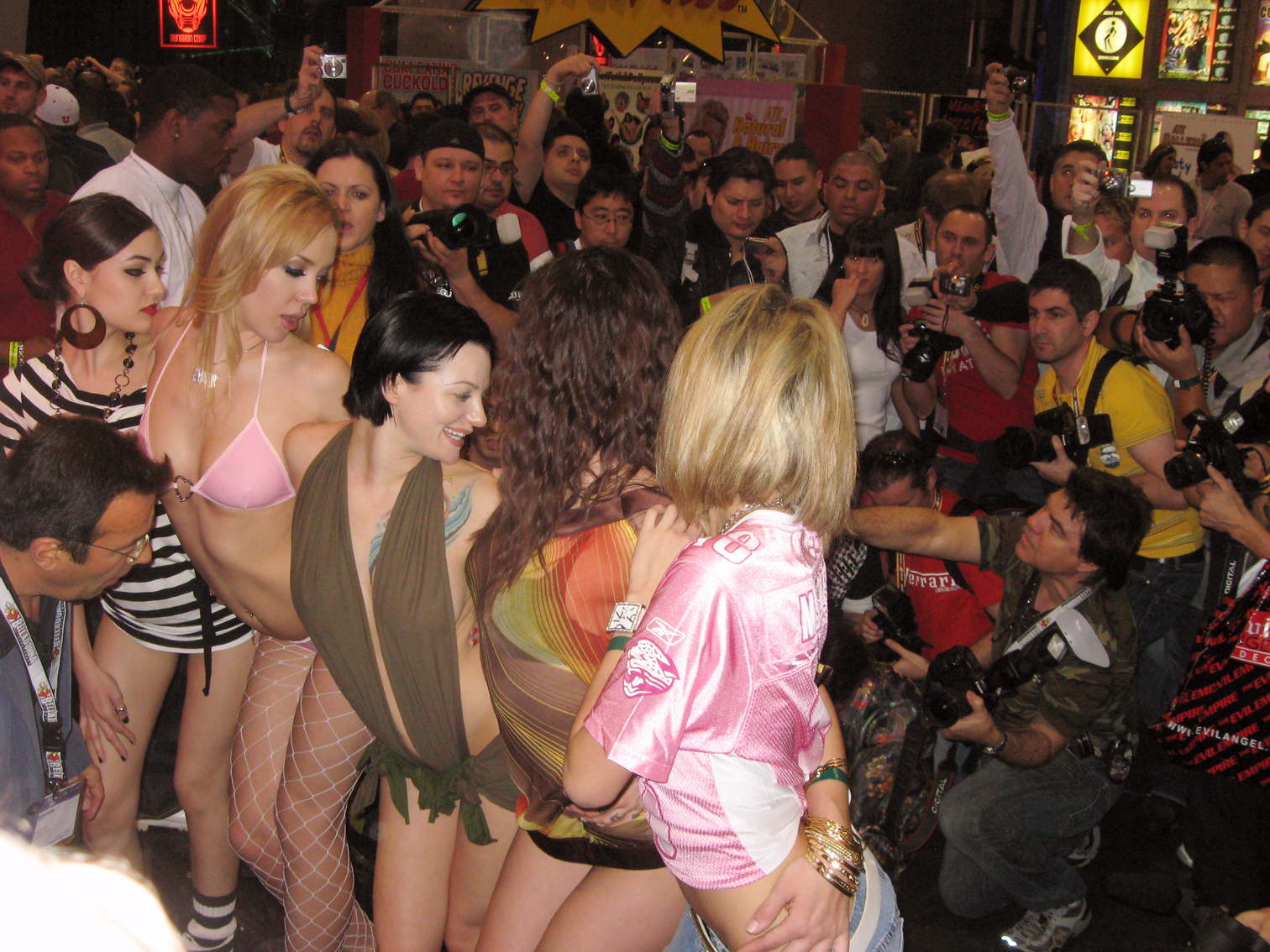
Estande da Evil Angel no evento AVN Adult Entertainment Expo, 2008, Las Vegas. Cinco atrizes pornôs, da esquerda para a direita: Sasha Grey, Annette Schwarz, Belladonna, Bobbi Starr, Jenny Hendrix. À esquerda: John Stagliano

Evil Angel é uma produtora e distribuidora de filmes pornográficos estadunidense fundada no fim da década de 1980 por John Stagliano.

## História
O sucesso de Stagliano (mais comhecido como Buttman), começou a se desenhar em 1988, exatamente quando ele lançou o primeiro filme de sua produtora, a Evil Angel. O filme recebeu o título de Dance Fire e deu origem ao estilo conhecido como pornografia gonzo. Até então, os  filmes pornôs seguiam a estrutura tradicional de roteiro, com narrativas lineares e câmeras que captavam o sexo à distância. Stagliano quis fazer diferente: em seus filmes, ele próprio operava a câmera e andava pelos cenários, dando ao espectador um ponto de vista mais próximo dos atores e incentivando o improviso. E, como o que o público de um filme pornô mais quer é subsídio para se imaginar dentro da ação, o estouro foi imediato.
Em 1991 uma subsidiária da Evil Angel foi criada em São Paulo mas em 2008 a companhia foi abandonada devido aos resultados negativos.
Em 1997 uma pesquisa da "U.S News and World Report" identificou Evil Angel como sendo o estúdio pornográfico mais rentável.
Em 2007, os estúdios Evil Angel receberam 127 indicações ao AVN Award em 60 categorias, tornando-se o quarto ano consecutivo em que recebeu mais de 100 indicações.